# Lunnare

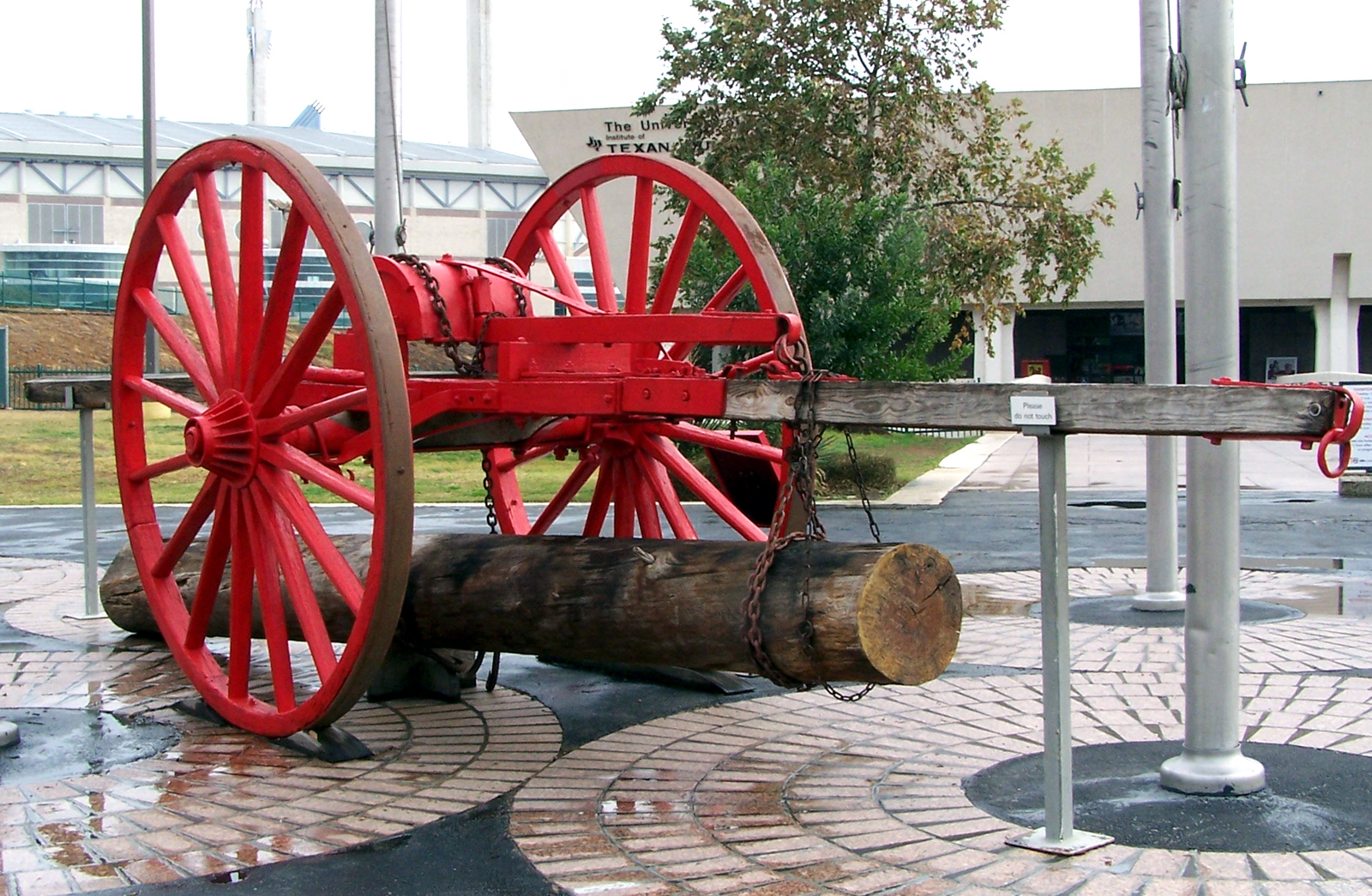
Lunnare av den typ som användes vid slutet av 1800-talet och början av 1900-talet.

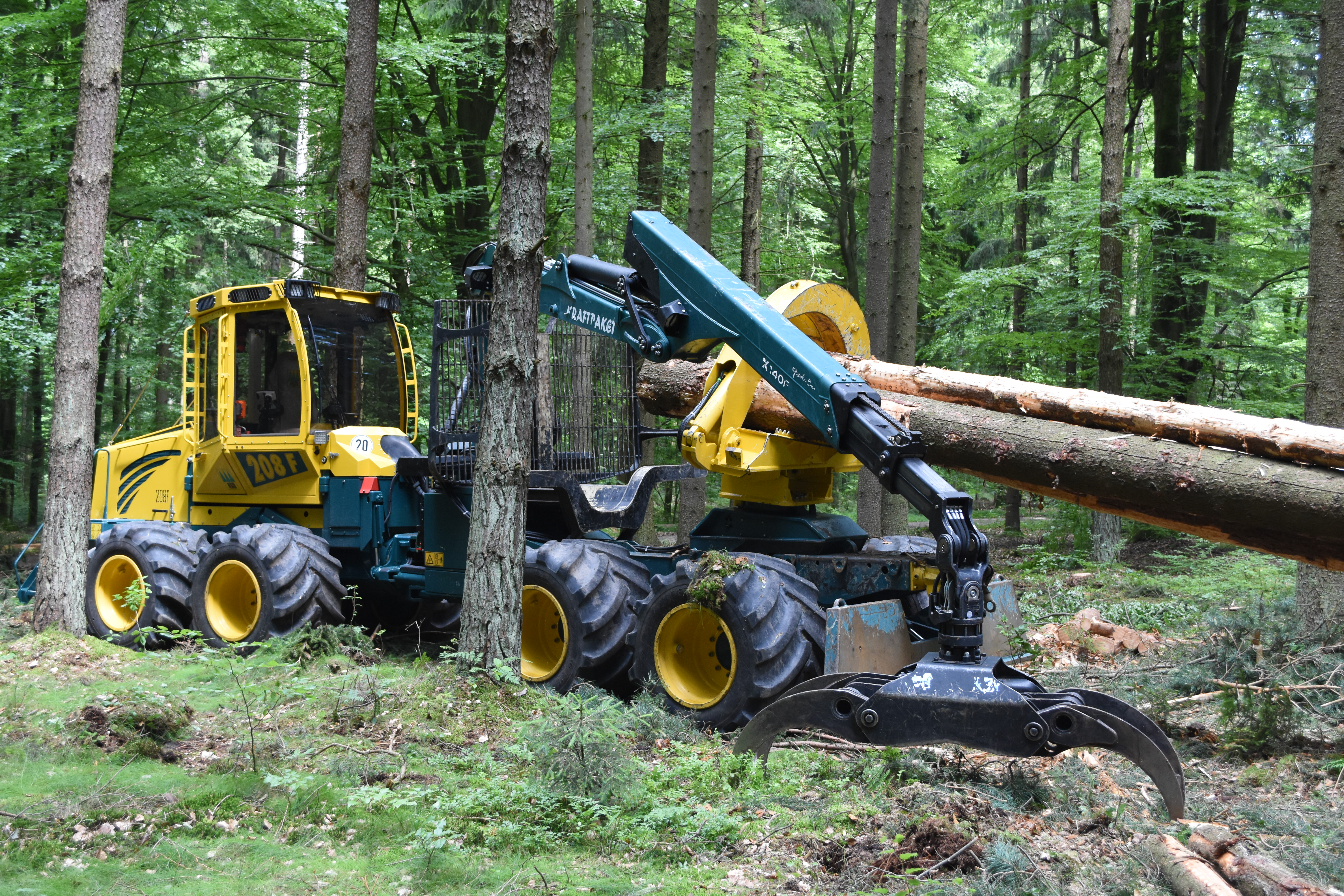
En modern lunnare med kran.

Lunnaren är ett transportmedel av typ terrängfordon eller skogsmaskin som används i helstamsmetoden för att släpa ut hela stammar ur skogen till skogsvägen. Lunnaren ingår som regel i ett tvåmaskinsystem tillsammans med en s.k fällare-läggare.
Ordet lunnare kommer av verbet lunna som betyder att dra fram timmer till väg. Verbet lunna användes redan före mekaniseringen av skogsbruket och det var hästen som drog. Lunnare ger mer markskador än skotare.